# Lucas Perri
Pour les articles homonymes, voir Perri.
Lucas Perri, né le 10 décembre 1997 à Campinas au Brésil, est un footballeur international brésilien qui évolue au poste de gardien de but à Leeds United.

## Biographie

### En club

#### Jeunesse et formation
Lucas Perri commence le football à l'âge de 4 ans dans des clubs de Valinhos. Il reste près de quatre ans dans le club de Ponte Preta avant de rejoindre le São Paulo FC.

#### Débuts à São Paulo et prêt réussi à Náutico
Il fait son apparition dans le groupe professionnel dès l'année 2015. En 2018, il remporte le championnat du Brésil des moins de 23 ans.
En janvier 2019, Perri est prêté pour six mois à Crystal Palace. Il ne joue aucun match avec le club anglais qui décide ne pas lever l'option d'achat.
Le 8 décembre 2019, il dispute son premier match avec São Paulo sur le terrain du Centro Sportivo Alagoano lors de la dernière journée de Série A.
Barré par la concurrence de Tiago Volpi, Perri est prêté pour la saison 2022 à Náutico en deuxième division. Au mois d'avril, le club remporte le Championnat du Pernambouc, avec notamment deux arrêts de Perri lors de la séance de tirs au but en finale.

#### Révélation à Botafogo
Après 44 matchs joués avec Náutico, il rejoint Botafogo en août 2022, signant un contrat jusqu'à la fin de l'année 2025.
Il profite de la blessure du titulaire Gatito Fernández en novembre 2022 pour devenir le numéro 1 du club carioca. Ses performances en début de championnat 2023 sont remarquées.

#### Transfert à l'Olympique lyonnais
En fin d'année 2023, il est annoncé proche de l'Olympique lyonnais, qui partage en la personne de John Textor le même propriétaire que Botafogo. Le 5 janvier 2024, il s'engage officiellement pour le club rhodanien jusqu'en juin 2028. Le montant du transfert s'élève à 3 250 000 €. Il décide de revêtir le numéro 23 qu'il quittera en janvier 2025 pour le laisser à Thiago Almada et prendre le numéro 1.
Il dispute son premier match face au Lille OSC le 7 février 2024 en huitièmes de coupe de France, lors d'une victoire deux buts à un. En concurrence directe avec le portugais Anthony Lopes, Lucas Perri est remplaçant en Ligue 1 mais Pierre Sage le titularise pour les matchs en coupe. Il s'illustre notamment au tour suivant en étant élu homme du match par les supporters contre le RC Strasbourg où il effectue un arrêt lors de la séance de tirs au but qualifiant les Lyonnais pour le dernier carré de la compétition. Depuis le début de la saison 2024-2025, il devient titulaire indiscutable dans les cages de l'OL, prenant la place de Lopes qui quittera le club six mois plus tard.
Il quitte l'Olympique lyonnais et la France, en juillet 2025 pour l'Angleterre.

#### Leeds United
Il signe avec le club de Premier League du Leeds United pour quatre saison,. Selon la presse française, le montant total de l'accord s'élève à environ 15 millions d'euros (97,5 millions de R$ au taux de change du jour), bonus compris.

### En sélection

#### Équipe jeunes
En janvier 2015, il participe au Championnat de la CONMEBOL des moins de 20 ans mais ne dispute aucun match. Il fait sa première apparition en équipe des moins de 20 ans le 14 octobre 2016 en amical face à l'Uruguay, et arrête notamment un penalty au cours de la rencontre.
Il dispute aussi quatre matchs du Championnat de la CONMEBOL en 2017.
En mai 2019, il participe au Tournoi de Toulon, et dispute un match contre l'équipe de France des moins de 18 ans.

#### Sélection A
En août 2023, après la blessure de Bento, il est convoqué pour la première fois en équipe du Brésil par le sélectionneur national Fernando Diniz pour participer aux matchs de qualification à la Coupe du Monde 2026. Appelé plusieurs fois lors de la fin d'année 2023, il n'est pas appelé l'année suivante mais est de nouveau appelé en mars 2025.

## Style de jeu
Il est spécialiste des tirs aux but, et se démarque aussi par une relance "boxée" à la main très puissante. Il est considéré comme spectaculaire mais est aussi connu pour ses erreurs dues à des sautes de concentration.

## Statistiques
| Saison                | Club                      | Championnat           | Championnat | Championnat | Coupe(s) nationale(s) | Coupe(s) nationale(s) | Compétition(s) continentale(s) | Compétition(s) continentale(s) | Compétition(s) continentale(s) | Autres compétitions | Autres compétitions | Autres compétitions | Total | Total |
| Saison                | Club                      | Division              | M.          | B.          | M.                    | B.                    | Comp.                          | M.                             | B.                             | Comp.               | M.                  | B.                  | M.    | B.    |
| 2019                  | São Paulo FC              | Série A               | 1           | 0           | -                     | -                     | -                              | -                              | -                              | -                   | -                   | -                   | 1     | 0     |
| 2020                  | São Paulo FC              | Série A               | -           | -           | -                     | -                     | CL                             | 1                              | 0                              | SAO                 | 1                   | 0                   | 2     | 0     |
| 2021                  | São Paulo FC              | Série A               | -           | -           | 1                     | 0                     | CL                             | 2                              | 0                              | SAO                 | 3                   | 0                   | 6     | 0     |
| Sous-total            | Sous-total                | Sous-total            | 1           | 0           | 1                     | 0                     | -                              | 3                              | 0                              | -                   | 4                   | 0                   | 9     | 0     |
| 2022                  | Náutico Capibaribe (prêt) | Série B               | 22          | 0           | 4                     | 0                     | -                              | -                              | -                              | PER                 | 18                  | 0                   | 44    | 0     |
| 2022                  | Botafogo FR               | Série A               | 4           | 0           | -                     | -                     | -                              | -                              | -                              | -                   | -                   | -                   | 4     | 0     |
| 2023                  | Botafogo FR               | Série A               | 38          | 0           | 6                     | 0                     | CS                             | 7                              | 0                              | CAR                 | 12                  | 0                   | 63    | 0     |
| Sous-total            | Sous-total                | Sous-total            | 42          | 0           | 6                     | 0                     | -                              | 7                              | 0                              | -                   | 12                  | 0                   | 67    | 0     |
| 2023-2024             | Olympique Lyonnais        | Ligue 1               | -           | -           | 4                     | 0                     | -                              | -                              | -                              | -                   | -                   | -                   | 4     | 0     |
| 2024-2025             | Olympique Lyonnais        | Ligue 1               | 33          | 0           | 1                     | 0                     | C3                             | 11                             | 0                              | -                   | -                   | -                   | 45    | 0     |
| Sous-total            | Sous-total                | Sous-total            | 33          | 0           | 5                     | 0                     | -                              | 11                             | 0                              | -                   | -                   | -                   | 49    | 0     |
| 2025-2026             | Leeds United              | Championship          | 1           | 0           | -                     | -                     | -                              | -                              | -                              | -                   | -                   | -                   | 1     | 0     |
| Total sur la carrière | Total sur la carrière     | Total sur la carrière | 99          | 0           | 16                    | 0                     | -                              | 21                             | 0                              | -                   | 34                  | 0                   | 170   | 0     |